# 黒田昌郎
黒田 昌郎（くろだ よしお、1936年 - ）は日本のアニメーション演出家。

## 人物
東京都生まれ。早稲田大学第一文学部卒業。
東映動画で「狼少年ケン」、「おばけ嫌い」、「ゲゲゲの鬼太郎」（1967年版）、「ジャングル最大の作戦」、「タイガーマスク　ふく面リーグ戦」などのアニメ作品の製作に携わる。
その後、日本アニメーションでTVアニメ・シリーズの監督・演出を行う。主な作品に、世界名作劇場シリーズの「フランダースの犬」、「母をたずねて三千里」、「ペリーヌ物語」（演出、絵コンテ）や、「家族ロビンソン漂流記 ふしぎな島のフローネ」、「劇場版 フランダースの犬 THE DOG OF FLANDERS」（監督）などがある。
また、『いぬのえいが』（2005年3月公開）で「A Dog's Life:good side」&「A Dog's Life:bad side」を撮る。2005年5月には、明治末期の埼玉県を舞台にしたアニメ『雲の学校』が全国各地で自主上映された。